# Thomas John Newbold
Thomas John Newbold (* 8. Februar 1807 in Macclesfield, Cheshire; † 29. Mai 1850 in Mahabuleshwar, Präsidentschaft Bombay) war ein englisch-britischer Orientalist und Offizier im Dienste der Britischen Ostindien-Kompanie.

## Leben
Thomas Newbold wurde am 8. Februar 1807 als Sohn von Francis Newbold, einem Chirurgen aus Macclesfield, geboren. Im Jahr 1828 trat er in den Dienst der Britischen Ostindien-Kompanie und wurde Ensign des 23rd Regiment of Madras Light Infantry in der Madras Army. Nach seiner Ankunft in Indien im selben Jahr legte er 1830 eine Sprachprüfung in Hindi und 1831 in Persisch ab.
Von 1830 bis 1835 war Newbold Quartiermeister und Dolmetscher bei seinem Regiment. Im Jahr 1832 wurde er nach Malakka versetzt und 1834 zum Lieutenant befördert. Im August 1835 wurde er zum Adjutanten von Brigadier-General E. W. Wilson, ernannt, der die Ceded-Distrikte befehligte; eine Position, die Newbold bis 1840 innehatte. 1838 wurde er zum stellvertretenden stellvertretenden Generalquartiermeister für die Division und 1839 zum stellvertretenden stellvertretenden Generaladjutanten und Postmeister für die Feldtruppen in den Ceded-Distrikten ernannt.
Newbold verließ Indien Anfang 1840 auf Urlaub und besuchte Ägypten und die Sinai-Halbinsel. Am 5. Juni 1841 wurde er zum Mitglied der Asiatic Society gewählt und hielt während eines mehrmonatigen Aufenthalts in England mehrere Vorträge vor der Gesellschaft. Im Januar 1842 wurde Newbold zum Fellow der Royal Society gewählt, Im April wurde er zum Captain befördert, und im Mai nach Indien zurückgerufen. In Madras angekommen, wurde er zum Assistenten der Kommission in Kurnool ernannt. Von 1843 bis 1848 war er Assistent des Agenten des Gouverneurs von Fort St. George in Kurnool und Bunganahilly, bevor er zum Assistenten des Residenten in Hyderabad ernannt wurde. Im Juni 1845 erhielt er die Erlaubnis, für zwei Jahre nach Ägypten zu gehen. Er starb am 29. Mai 1850 in Mahabuleshwar in Indien.

## Wissenschaftliche Arbeit
Im Katalog der Royal Society werden 46 wissenschaftliche Arbeiten erwähnt, deren Autor Newbold war, darunter eine Analyse der in Ägypten lebenden ethnischen Minderheit der Dom, das zu den Zigeuner-Völkern gezählt wird und ihrer Untergruppen der Halabi, Ghadschr und Nawar. Dabei hielt Newbold mittels einer Sprachanalyse fest, dass die Dom-Gruppen sowohl aus dem ungarisch-europäischen Raum, als auch dem persisch-indischen Raum eingewandert sein mussten. Newbold untersuchte auch die Bodenschätze Indiens und war eine Autorität auf dem Gebiet der Geologie Südindiens.